# Acraea albofasciata
Acraea albofasciata är en fjärilsart som beskrevs av Aurivillius 1913. Acraea albofasciata ingår i släktet Acraea och familjen praktfjärilar. Inga underarter finns listade i Catalogue of Life.